# Leánylakások
Leánylakások a neve annak a Tihanyban található két mesterséges üregnek, amelyeket egyesek a Barátlakások részeként említenek, viszont azoktól egy kicsit távolabb fekszenek. A Balaton-felvidéki Nemzeti Park területén, a Tihanyi-félszigeten találhatók.
A leánylakás a tihanyi Óváron lévő mesterséges üregek közül a legkeletibb cella. Azért nevezik így, mert sokáig lakott benne a faluból kiüldözött, vagy kikopott, bolond vénleány (Cholnoky, 1942). Előfordulnak a Leánylakások irodalmukban Keszi-barlang, Keszi lyuka, Lánylakás (Jankó 1902) és tihanyi Leány-barlangok neveken is.

## Leírás
1. sz. Leánylakás
A tihanyi Óvár legmagasabb pontjától (220 m) K-re 350 m-re, az ezen a részen csak 10–15 m magas sziklafalban van. El lehet jutni hozzá a Barátlakásoktól. A Barátlakásoktól a zöld jelzésű turistaúton K felé kb. 120 m-t kell haladni, innen a jelzett turistaút lefelé tart a Ciprián-forráshoz, de egy kevésbé járt ösvény jobbra kiágazik belőle, ami a sziklafallal párhuzamosan halad. Ez utóbbi úton kell továbbmenni még 100 m-t. Ott található a két Leánylakás. A keletebbre lévő, nagyobbik az 1. sz. Leánylakás.
ÉK felé néz nagy, 4,5 m magas, 4,3 m széles, trapéz formájú nyílása. Egy lejtős 50 cm-es lépcsőn lehet lejutni egyetlen téglaformájú üregébe. Fronttal párhuzamos oldala 4,5 m, másik oldala 2,9 m és magassága átlagosan 4,25 m. Térfogata 56 m³. Kőzetanyaga mikrolapillis homokos mésszel cementált bazalttufit, mely a települési rétegzettséget jól mutatja.
Lehet, hogy ez is a remetetelephez tartozott (Margittay Rikárd 1942, 1943), de egyesek (Uzsoki András 1980) későbbi készítésűnek vélik. 1750 körül egy Keszi Ferenc nevű ember lakott benne (a 2. sz. Leánylakásban is) eszelős lányával (Rómer 1868, Margittay 1943). 1983-ban Eszterhás István vizsgálta meg részletesen.
Előfordul az üreg az irodalmában 1. Leánylakás, „E”-barlang és Leánylakások D-i ürege neveken is.
2. sz. Leánylakás
A tihanyi Óvár ÉK-i, 10–15 m magas sziklafalában, az 1. sz. Leánylakás mellett van. A 2. sz. Leánylakás a nyugatabbra lévő, kisebb méretű. Kb. 170 m tengerszint feletti magasságban van bejárata. Ugyanúgy lehet eljutni hozzá mint az 1. sz. Leánylakáshoz.
É-ÉK felé néz 1,4 m széles és 2,3 m magas bejárata. Ez 2,6 m hosszú és 4 m széles üregbe vezet. A jobb oldali falban egy nagyobb, a bal oldaliban egy kisebb bevésett polc van. Térfogata 25 m³. Kőzetanyaga hasonló az 1. sz. Leánylakás kőzetéhez.
Épp úgy, mint a szomszédos üreg, lehetett a remetetelep része, de lehet, hogy későbbi készítésű. 1750 körül ezt is Keszi Ferenc lakta eszelős lányával. 1983-ban Eszterhás István vizsgálta meg részletesen.
Előfordul az üreg az irodalmában 2. Leánylakás, „D”-barlang és Leánylakások É-i ürege neveken is.

## Történet
A Horváth Bálint által írt, 1848-ban megjelent könyvben lévő, remetelakásokról szóló könyvfejezet szerint a tihanyi apátságon kívül említésre méltók azok a sz. barlangok, vagy remetalakok, melyek csodálatra méltó munkával lettek a kemény kősziklába vágva. Ezeknek az üregeknek a neve eredetileg Urusko, azaz Üreskő, jelenleg pedig remetelakásnak nevezik azokat. Fuxhoffer ezekkel kapcsolatban azt írta, hogy: Sed postquam Helvetica confessio Tihanyinum penetravit, eius asseclae Leánylakás compellare nituntur, ad exstingvenda suis principiis contraria monumenta. Interim frustra conantur manent usque adhuc Remetelakás, seu eremitarum habitacula. A leánylakásnak nevezett két barlang el van különülve, távol van a remetelakásoktól. A leánylakás két ürege a remetalakások előtt helyezkedik el akkor, ha a visszhangtól felfelé lévő szőlők közti úton halad a látogató, majd letér a remetelakásokhoz vezető gyalogútra.
A leánylakás nevet többször hallotta Horváth Bálint. Ezekben az üregekben egy Keszi Ferenc nevű szegény katolikus, özvegy zsellér élt hajadon lányával kb. 1740–1750 között. A leánylakásoktól feljebb élt egy másik, hozzá hasonlóan szegény ember, akivel közösen volt egy szőlőskertjük. Ők ketten a remetelakásokhoz vezető gyalogút elején, a hegyoldalba vájtak két pince formájú üreget. Ezekben tartották a szőlő terméseit is. A második lyukban éveken át lakott Keszi Ferenc és leánya. Keszi Ferenc halála után leánya egyedül élt élete végéig a barlangban. Az üregben évekig élő, férjezetlen leány miatt lett ez a hely, főleg a második barlang, melyben lakott, leánylakásnak nevezve. Egy idő után a mellette lévő üregnek is leánylakás lett a neve. Jelenleg is ennek a két barlangnak leánylakás, vagyis Keszi lyuka a neve.
A Jankó János által írt, 1902-ben publikált tanulmányban az olvasható, hogy vannak barlangok Tihanyban is (Lánylakás, Remetelakás, Szuklalikja). Ezek bazalttufába vájt nagyobb lakások. Egyikük vakolt homokkőfallal, másikuk lőréses fallal van ellátva. Ezek a tihanyi barlanglakások menhelyek vagy remetelakások voltak. Kár, hogy azokkal kapcsolatban pontosabb információ eddig nem derült ki.